# 短肋雉尾蘚
短肋雉尾蘚（学名：Cyathophorella hookeriana）为孔雀蘚科雉尾蘚屬下的一个种。